# Xã Grand Blanc, Michigan
Xã Grand Blanc (tiếng Anh: Grand Blanc Township) là một xã thuộc quận Genesee, tiểu bang Michigan, Hoa Kỳ. Năm 2010, dân số của xã này là 37.508 người.